# Jacob Wulff (kyrkoherde)
Jacob Wulff, född 11 april 1701 i Norrköping, Östergötlands län, död 14 december 1781 i Varvs socken, Östergötlands län, han var en svensk kyrkoherde i Varvs församling.

## Biografi
Jacob Wulff föddes 11 april 1701 i Norrköping. Han var son till mässingsslagaren Daniel Wulff och Maria Thil. Wulff blev höstterminen 1719 student vid Lunds universitet, Lund och prästvigdes 20 september 1727. Han blev 1736 komminister i Vånga församling, Vånga pastorat och 1752 kyrkoherde i Varvs församling, Varvs pastorat. Wulff avled 14 december 1781 i Varvs socken.

### Familj
Wulff gifte sig första gången 24 oktober 1736 med Christina Catharina Rydberg (1715–1741). Hon var dotter till kyrkoherden Johan Rydberg i Väderstads församling och Catharina Langelius. De fick tillsammans barnen Johan Daniel Wulff (född 1737) och Olaus Wulff (född 1740).
Wulff gifte sig andra gången 12 juli 1744 med Christina Münchenberg (1716–1774). Hon var dotter till kyrkoherden Anton Münchenberg i Vreta klosters församling och Christina Älf. De fick tillsammans barnen lantbrukaren Anton Wulff (1747–1819) och konduktören Jacob Wulff (1750–1800) vid överintendentsämbetet.